# Кунаєв Дінмухамед Ахмедович
Дінмухаме́д (Дімаш) Ахме́дович Куна́єв (каз. Дінмұхаммед (Димаш) Ахмедұлы Қонаев, 12 січня 1912, Вірний, Російська імперія — 22 серпня 1993, місто Алмати, Казахстан) — радянський державний і суспільний діяч, Перший секретар ЦК Компартії Казахської РСР з 1960 по 1962 і з 1964 по 1986 рік. Член ЦК КПРС у 1956—1987 роках. Кандидат у члени Політбюро ЦК КПРС (8 квітня 1966 — 9 квітня 1971), член Політбюро ЦК КПРС (9 квітня 1971 — 28 січня 1987). Депутат Верховної Ради СРСР 3—11-го скликань. Тричі Герой Соціалістичної Праці (11.01.1972, 6.10.1976, 11.01.1982). Академік АН Казахської РСР (1952).

## Біографія
Народився 12 січня 1912 року в місті Вірний, зараз Алмати в родині робітника.
У 1929—1930 роках — уповноважений Казакської республіканської ощадної каси. У 1930—1931 роках — перекладач Казакського державного видавництва. У 1931 році — секретар-статистик Державної планової комісії при РНК Казакської АРСР.
У 1931—1936 роках — студент Московського інституту кольорових металів і золота імені Калініна.
Закінчив Московський інститут кольорових металів і золота (1936), здобув кваліфікацію гірничого інженера. Мав понад 100 наукових праць.
У 1936—1939 роках — машиніст бурового верстата, майстер, змінний інженер, начальник цеху, головний інженер, директор Коунрадського рудника Балхаського мідеплавильного комбінату Казахської РСР.
Член ВКП(б) з 1939 року.
У 1939—1942 роках — заступник головного інженера і начальник технічного відділу комбінату «Алтайполіметал», директор Ріддерського рудника, директор Леніногорського рудоуправління Казахської РСР.
У квітні 1942 — квітні 1952 року — заступник голови Ради народних комісарів (з 1946 року — Ради міністрів) Казахської РСР.
17 квітня 1952 — квітень 1955 року — президент Академії наук Казахської РСР.
31 березня 1955 — 20 січня 1960 року — голова Ради міністрів Казахської РСР.
19 січня 1960 — 26 грудня 1962 року — 1-й секретар ЦК КП Казахстана.
26 грудня 1962 — 7 грудня 1964 року — голова Ради міністрів Казахської РСР.
7 грудня 1964 — 16 грудня 1986 року — 1-й секретар ЦК КП Казахстана. Будучи першим секретарем, Кунаєв твердо проводив у життя політику Центрального Комітету КПРС на чолі з Леонідом Іллічем Брежнєвим з яким був знайомий і дружив близько 30 років.
Д. А. Кунаєв понад 20 років був кандидатом у члени і членом Політбюро ЦК КПРС, 25 років — депутатом Верховної Ради Казахської РСР.
У 1985 р. відбувся XVI з'їзд Компарії Казахстану — останній під керівництвом Д. А. Кунаєва. 11 грудня 1986 без участі Кунаєва відбулося засідання Політбюро, яке прийняло його рішення про відхід на пенсію. Вранці 16 грудня відбувся Пленум ЦК КП Казахстану, який проводив Кунаєва на пенсію й вибрав Першим секретарем Г. В. Колбіна
11 грудня 1986 року без участі Кунаєва відбулося засідання Політбюро ЦК КПРС, яке ухвалило рішення про його вихід на пенсію. Вранці 16 грудня 1986 року відбувся Пленум ЦК КП Казахстану тривалістю лише 18 хвилин, який випровадив Кунаєва на пенсію і за рекомендацією М.С. Горбачова обрав першим секретарем Геннадія Колбіна, колишнього першого секретаря Ульяновського обкому КПРС. Зміна керівника республіки призвела до масових заворушень і протестів, що увійшов в історію під назвою Грудневе повстання, або Желтоксан (каз. Желтоқсан — грудень).
Дружина Д. А. Кунаєва — Зухра Шаріповна Ялимова (1918—1990) — етнічна татарка.

## Ушанування пам'яті
Д. А. Кунаєву було встановлено прижиттєвий пам'ятник-бюст в Алмати. Встановлено 1978 року згідно з рішенням Алматинского міськвиконкому. Згодом його ім'ям названо колишню вулицю Карла Маркса в Алмати. На честь Кунаєва в 2022 році місто Капчагай перейменовано в місто Конаєв — обласний центр Алматинської області.

## Публікації
Д. А. Кунаєв автор книг та статей:
- Розробка Коунрадського родовища руд (1949)
- В. І. Ленін та національно-визвольний рух (1969)
- Ленінська національна політика в дії (1970)
- Від Сталіна до Горбачова (1994)
- Про мій час (1992)

## Нагороди
- тричі Герой Соціалістичної Праці (11.01.1972; 6.10.1976; 11.01.1982)
- вісім орденів Леніна (11.01.1957; 11.01.1962; 2.12.1971; 11.01.1972; 10.12.1973; 6.10.1976; 1.11.1979; 11.01.1982)
- орден Вітчизняної війни І ст. (23.04.1985)
- Орден Трудового Червоного Прапора (16.11.1945)
- Орден Георгія Димитрова (1982, Болгарія)
- Орден Сухе-Батора (1974, Монголія)
- Орден 25 лютого 1948 року (1982, Чехословаччина)
- Медаль «За трудову доблесть» (25.12.1959)
- Медаль «За трудову відзнаку» (26.04.1939)
- медалі